# Love's Made a Fool of You/Blue Moon of Kentucky
Love's Made a Fool of You/Blue Moon of Kentucky è un singolo di Colin Hicks e i Ribelli, pubblicato in Italia nel 1960; è il secondo disco inciso dai Ribelli.

## Tracce
Lato A
1. Love's Made a Fool of You (Bob Montgomery, Buddy Holly)

Lato B
1. Blue Moon of Kentucky (Bill Monroe)